# Долгий путь домой (фильм, 1940)
«Долгий путь домой» (англ. The Long Voyage Home) — фильм-драма режиссёра Джона Форда, премьера которого состоялась 11 ноября 1940 года. Сценарий написан Дадли Николсом по одноактным пьесам Юджина О’Нила «Луна над Карибским морем», «К востоку на Кардифф», «Долгий путь домой» и «В зоне» (1914—1918), объединённым общими персонажами — командой вымышленного английского парохода «Гленкерн».
Лента получила 6 номинаций на премию «Оскар»: лучший фильм, лучший адаптированный сценарий (Дадли Николс), лучшая операторская работа в чёрно-белом фильме (Грегг Толанд), лучшая музыка (Ричард Хейджмен), лучший монтаж (Шерман Тодд), лучшие спецэффекты (Р. Т. Лейтон, Рэй Бинджер, Томас Т. Моултон).

## Сюжет
Действие происходит во время Второй мировой войны. После ночной попойки в барах Вест-Индии команда грузового парохода «Гленкэрн» возвращается на борт и берёт курс на Балтимор, где их ожидает груз динамита. Предстоит долгий путь домой в Англию с динамитом на борту; в команде нагнетается напряжение…

## В ролях
- Джон Уэйн — Оле Ольсен
- Томас Митчелл — Алоизиус «Дриск» Дрисколл
- Иэн Хантер — «Смитти» Смит
- Барри Фицджеральд — Кокки
- Уилфрид Лоусон — капитан
- Джон Куолен — Аксель Суонсон
- Милдред Нэтвик — Фрида
- Уорд Бонд — Янк
- Артур Шилдс — лебёдчик
- Джо Сойер — Дэвис
- Джек Пенник — Джонни Бергман
- Рафаэла Оттиано — Белла
- Блу Вашингтон — кок судна «Гленкэрн» (в титрах не указан)